# Polycyrtus albolineatus
Polycyrtus albolineatus là một loài tò vò trong họ Ichneumonidae.